# 亞戈金卡 (羅馬尼夫區)
50°7′40″N 28°7′16″E / 50.12778°N 28.12111°E
亞戈金卡（烏克蘭語：Ягодинка），是烏克蘭北部的村莊，隸屬日托米爾州的日托米爾區。該村面積0.12平方公里，海拔高度238米，2023年人口274，人口密度每平方公里4,258.33人。